# 富马酸单甲酯
富马酸单甲酯（缩写：MMF，商品名：Bafiertam），化学名反丁烯二酸一甲酯，是一种有机化合物，结构简式CH3OOCCH=CHCOOH，属于不饱和二羧酸单甲酯，用作治疗多发性硬化症的药物。在食品领域可用作防腐抑菌剂，刺激性比富马酸二甲酯低，对各种霉菌的抑菌最低量大约在100-800 mg/kg，尤其对黄曲霉菌有强烈的抑菌作用。对30多种细菌及酵母菌也有抑菌效果，对人畜安全，进入体内会代谢成富马酸排出体外。其可由顺酐与甲醇反应得到马来酸单甲酯（顺丁烯二酸一甲酯）后，再经过酸碱催化剂异构化得到。